# Ballyronan
Ballyronan (Baile Uí Rónáin in gaelico irlandese) è un villaggio dell'Irlanda del Nord, situato nella contea di Londonderry.